# David Joel Williams
David Joel Williams (Brisbane, 26 febbraio 1988) è un calciatore australiano, attaccante del Perth Glory.

## Carriera
Nel 2008 ha debuttato nella nazionale australiana maggiore.

## Statistiche

### Presenze e reti nei club
| Stagione               | Squadra                | Campionato             | Campionato | Campionato | Coppe nazionali | Coppe nazionali | Coppe nazionali | Coppe continentali | Coppe continentali | Coppe continentali | Altre coppe | Altre coppe | Altre coppe | Totale | Totale |
| Stagione               | Squadra                | Comp                   | Pres       | Reti       | Comp            | Pres            | Reti            | Comp               | Pres               | Reti               | Comp        | Pres        | Reti        | Pres   | Reti   |
| ---------------------- | ---------------------- | ---------------------- | ---------- | ---------- | --------------- | --------------- | --------------- | ------------------ | ------------------ | ------------------ | ----------- | ----------- | ----------- | ------ | ------ |
| 2011-2012              | Melbourne Heart        | AL                     | 15         | 1          | CA              | 0               | 0               |                    | -                  | -                  |             | -           | -           | 15     | 1      |
| 2012-2013              | Melbourne Heart        | AL                     | 24         | 5          | CA              | 0               | 0               |                    | -                  | -                  |             | -           | -           | 24     | 5      |
| 2013-2014              | Melbourne Heart        | AL                     | 26         | 12         | CA              | 0               | 0               |                    | -                  | -                  |             | -           | -           | 26     | 12     |
| 2014-2015              | Melbourne Heart        | AL                     | 24+2       | 3          | CA              | 0               | 0               |                    | -                  | -                  |             | -           | -           | 26     | 3      |
| Totale Melbourne Heart | Totale Melbourne Heart | Totale Melbourne Heart | 91         | 21         |                 | -               | -               |                    | -                  | -                  |             | -           | -           | 91     | 21     |
| 2015-2016              | Melbourne City         | AL                     | 10         | 0          | CA              | -               | -               |                    | -                  | -                  |             | -           | -           | 10     | 0      |
| feb. - giu. 2016       | Haladás                | NB                     | 14         | 2          | MK              | 0               | 0               |                    | -                  | -                  |             | -           | -           | 14     | 2      |
| 2016-2017              | Haladás                | NB                     | 25         | 11         | MK              | 0               | 0               |                    | -                  | -                  |             | -           | -           | 25     | 11     |
| 2017-2018              | Haladás                | NB                     | 27         | 7          | MK              | 0               | 0               |                    | -                  | -                  |             | -           | -           | 27     | 7      |
| Totale Haladás         | Totale Haladás         | Totale Haladás         | 66         | 20         |                 | -               | -               |                    | -                  | -                  |             | -           | -           | 66     | 20     |
| 2018-2019              | Well. Phoenix          | AL                     | 26+1       | 11         | CA              | 0               | 0               |                    | -                  | -                  |             | -           | -           | 27     | 11     |
| 2019-2020              | ATK                    | ISL                    | 15+3       | 5+2        | SC              | -               | -               |                    | -                  | -                  |             | -           | -           | 18     | 7      |
| 2020-2021              | ATK Mohun Bagan        | ISL                    | 17+3       | 3+3        | -               | -               | -               | AFC Cup            | 4                  | 1                  | -           | -           | -           | 24     | 7      |
| 2021-2022              | ATK Mohun Bagan        | ISL                    | 15+2       | 4          | -               | -               | -               | AFC Cup            | 5                  | 5                  | -           | -           | -           | 22     | 9      |
| Totale ATK Mohun Bagan | Totale ATK Mohun Bagan | Totale ATK Mohun Bagan | 37         | 10         |                 | -               | -               |                    | 9                  | 6                  |             | -           | -           | 46     | 16     |
| 2022-2023              | Perth Glory            | AL                     | 18         | 5          | CA              | 0               | 0               |                    | -                  | -                  |             | -           | -           | 18     | 5      |
| 2023-2024              | Perth Glory            | AL                     | 25         | 5          | CA              | 1               | 0               |                    | -                  | -                  |             | -           | -           | 26     | 5      |
| 2024-2025              | Perth Glory            | AL                     | 6          | 1          | CA              | 3               | 1               |                    | -                  | -                  |             | -           | -           | 9      | 2      |
| Totale Perth Glory     | Totale Perth Glory     | Totale Perth Glory     | 49         | 11         |                 | 4               | 1               |                    | 0                  | 0                  |             | 0           | 0           | 53     | 12     |
| Totale carriera        | Totale carriera        | Totale carriera        | 249        | 69         |                 | -               | -               |                    | 9                  | 6                  |             | -           | -           | 258    | 75     |

### Cronologia presenze e reti in nazionale
| Cronologia completa delle presenze e delle reti in nazionale ― Australia | Cronologia completa delle presenze e delle reti in nazionale ― Australia | Cronologia completa delle presenze e delle reti in nazionale ― Australia | Cronologia completa delle presenze e delle reti in nazionale ― Australia | Cronologia completa delle presenze e delle reti in nazionale ― Australia | Cronologia completa delle presenze e delle reti in nazionale ― Australia | Cronologia completa delle presenze e delle reti in nazionale ― Australia | Cronologia completa delle presenze e delle reti in nazionale ― Australia |
| Data                                                                     | Città                                                                    | In casa                                                                  | Risultato                                                                | Ospiti                                                                   | Competizione                                                             | Reti                                                                     | Note                                                                     |
| ------------------------------------------------------------------------ | ------------------------------------------------------------------------ | ------------------------------------------------------------------------ | ------------------------------------------------------------------------ | ------------------------------------------------------------------------ | ------------------------------------------------------------------------ | ------------------------------------------------------------------------ | ------------------------------------------------------------------------ |
| 22-6-2008                                                                | Sydney                                                                   | Australia                                                                | 0 – 1                                                                    | Cina                                                                     | Qual. Mondiali 2010                                                      | -                                                                        | 63’                                                                      |
| 3-3-2010                                                                 | Brisbane                                                                 | Australia                                                                | 1 – 0                                                                    | Indonesia                                                                | Qual. Coppa d'Asia 2011                                                  | -                                                                        | 89’                                                                      |
| Totale                                                                   |                                                                          | Presenze                                                                 | 2                                                                        |                                                                          | Reti                                                                     | 0                                                                        |                                                                          |

## Palmarès

### Club

#### Competizioni internazionali
- Royal League: 1

Brøndby: 2006-2007

#### Competizioni nazionali
- Coppa di Danimarca: 1

Brøndby: 2007-2008
- Indian Super League: 1

ATK: 2019-2020